# Ophichthus brachynotopterus
Ophichthus brachynotopterus är en fiskart som beskrevs av Sigmund Karrer 1982. Ophichthus brachynotopterus ingår i släktet Ophichthus och familjen Ophichthidae. Inga underarter finns listade i Catalogue of Life.